# Tabidachi Graffiti
Tabidachi Graffiti (旅立ちグラフィティ?) è un brano musicale del gruppo musicale giapponese Flow, pubblicato come loro ventesimo singolo il 24 novembre 2010, ed incluso nell'album Black&White. Il singolo ha raggiunto la trentaduesima posizione della classifica Oricon dei singoli più venduti in Giappone. Il brano è stato utilizzato come tema musicale del programma televisivo Uchikuru!?.

## Tracce
CD Singolo KSCL-1688
1. Tabidachi Graffiti (旅立ちグラフィティ)
2. ID
3. Answer -Tribal Party Mix-

## Classifiche
| Classifica (2010) | Posizione più alta |
| ----------------- | ------------------ |
| Giappone (Oricon) | 32                 |